# BMW M4 (F82)
Pour les articles homonymes, voir M4.

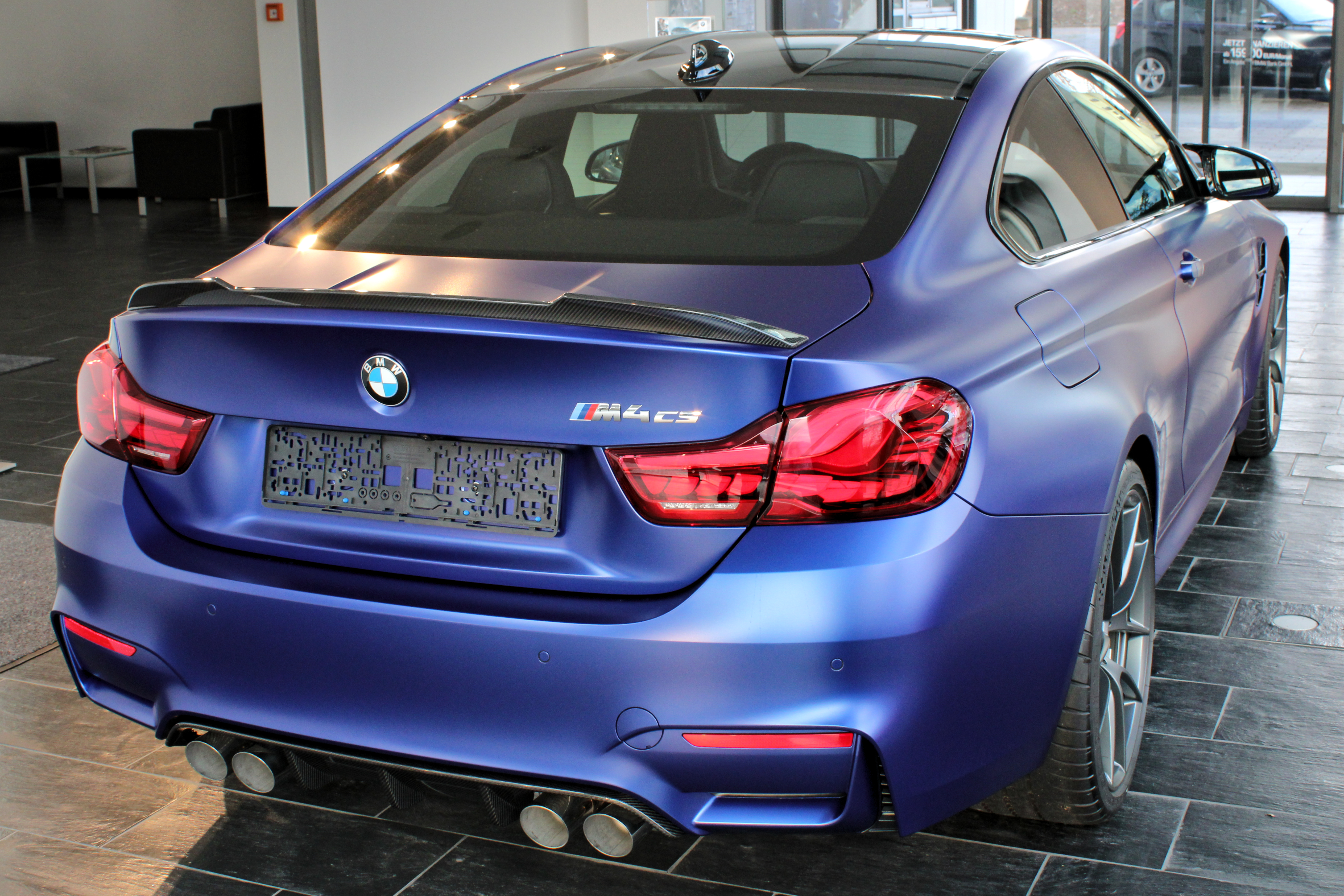
M4 CS.

La BMW M4 est un coupé du constructeur automobile allemand BMW M du groupe BMW, commercialisée de 2014 à 2021. Basée sur la BMW Série 4, elle s'inscrit dans la lignée et dans la philosophie des BMW M3, avec pour vocation de remplacer la BMW série 3 coupé.

## Historique
Conçue par le designer Florian Nissl, la BMW M4 est présentée en janvier 2014 au salon automobile de Détroit aux États-Unis, aux côtés de la BMW M3 F80.

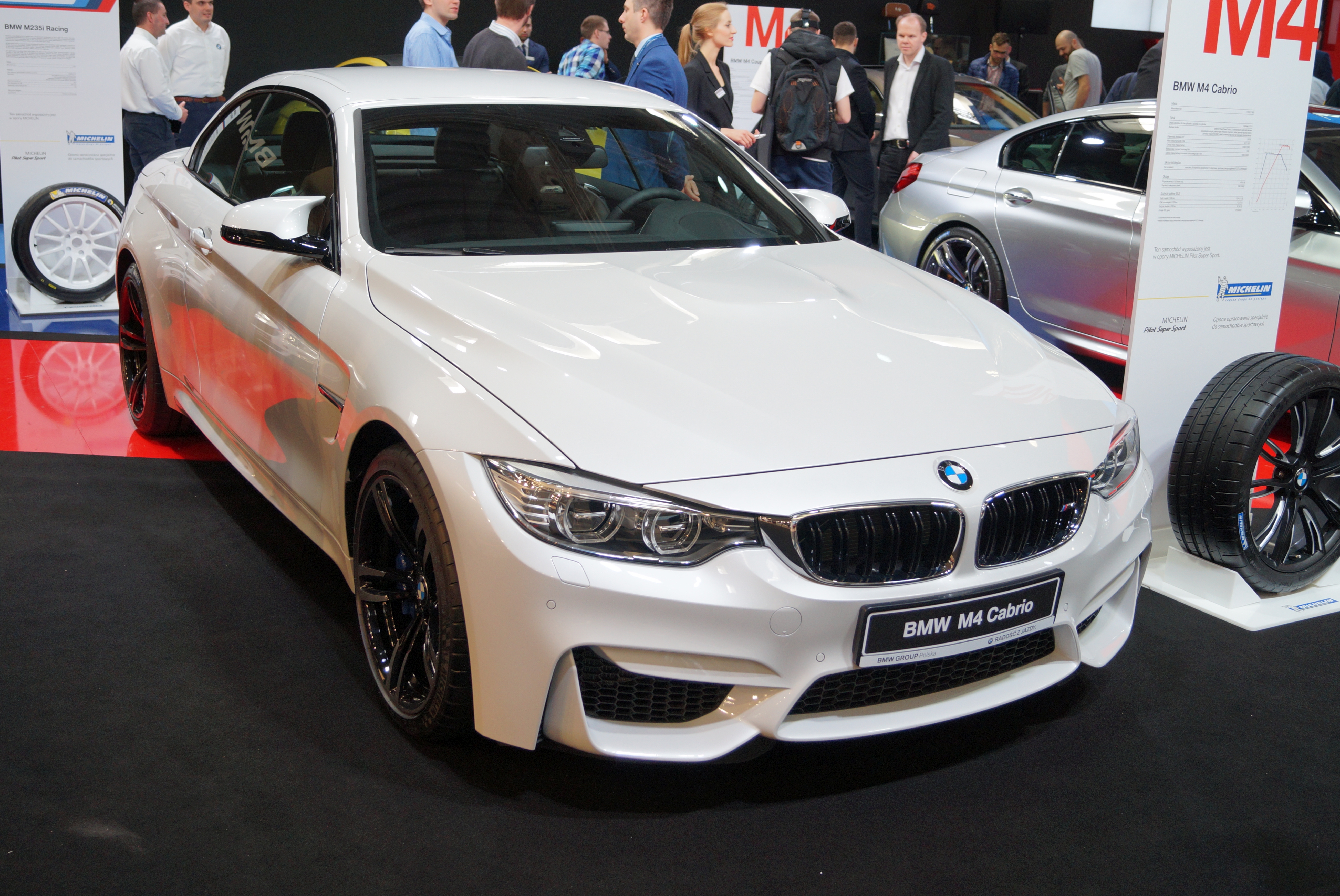
BMW F83 M4 Cabrio 2015
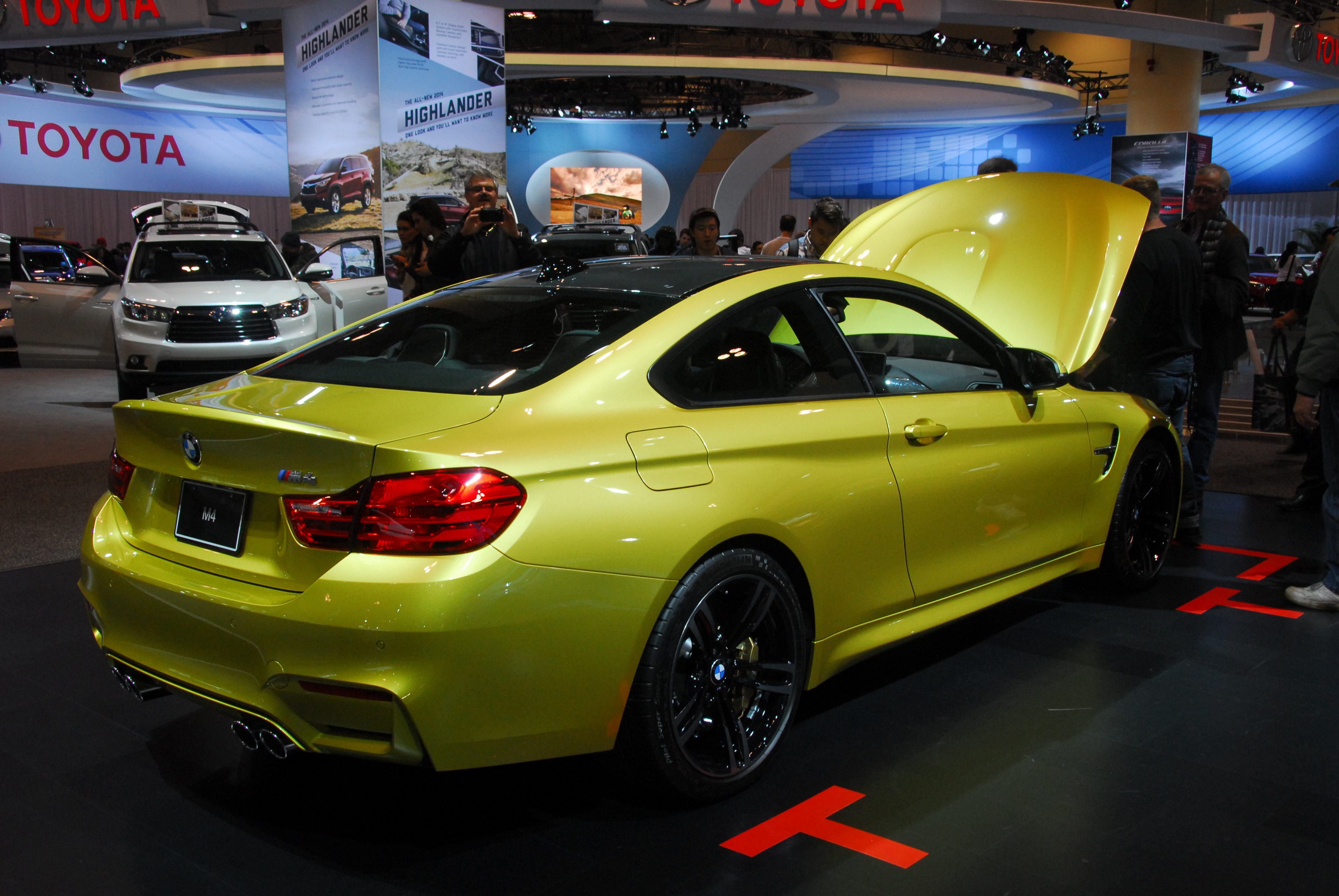

La première génération de BMW M4, baptisée F82 en interne, est animée par un moteur six-cylindres en ligne de 3 Litres bi-turbo développant 431 ch et 550 N m (moteur BMW S55B30).

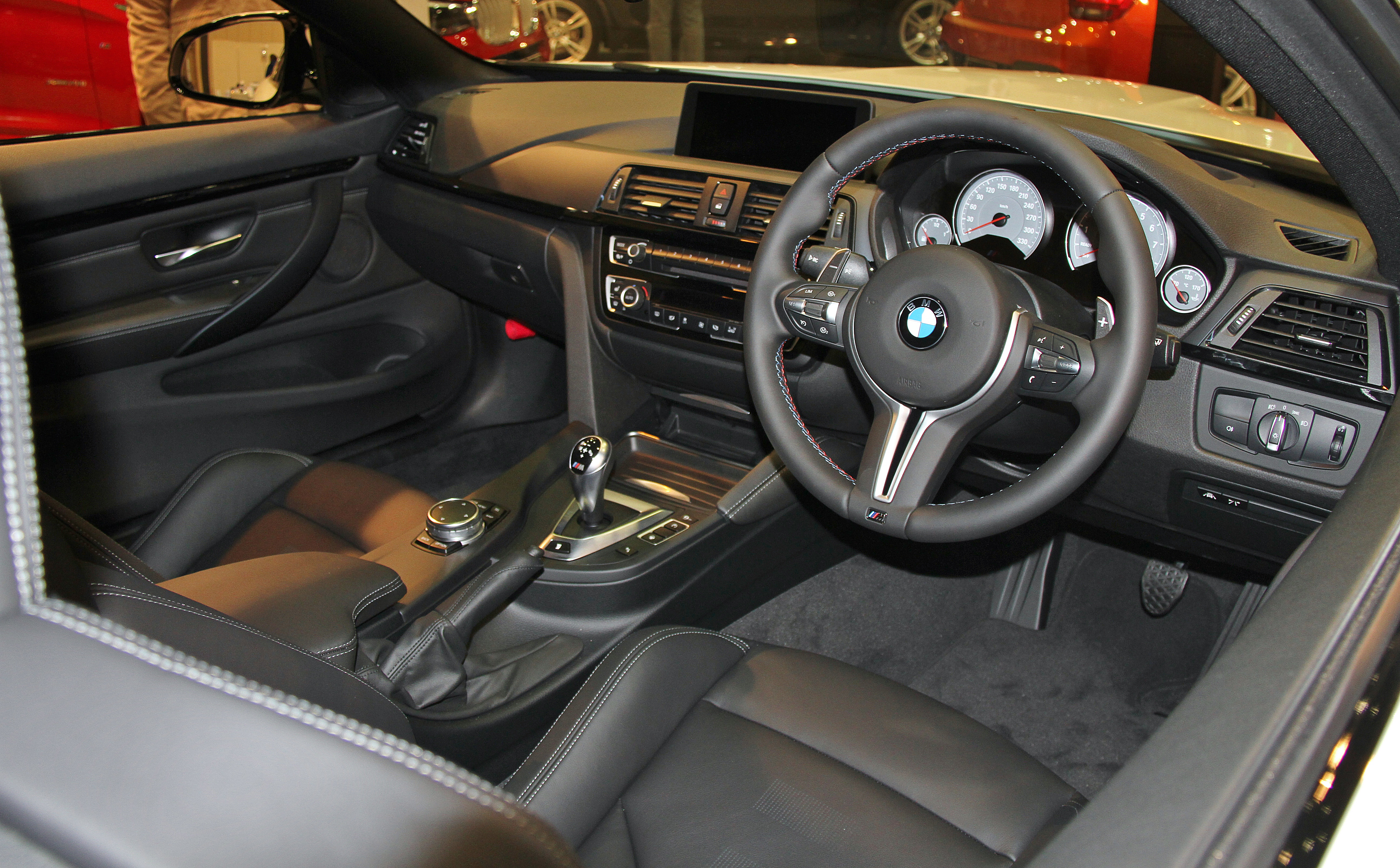
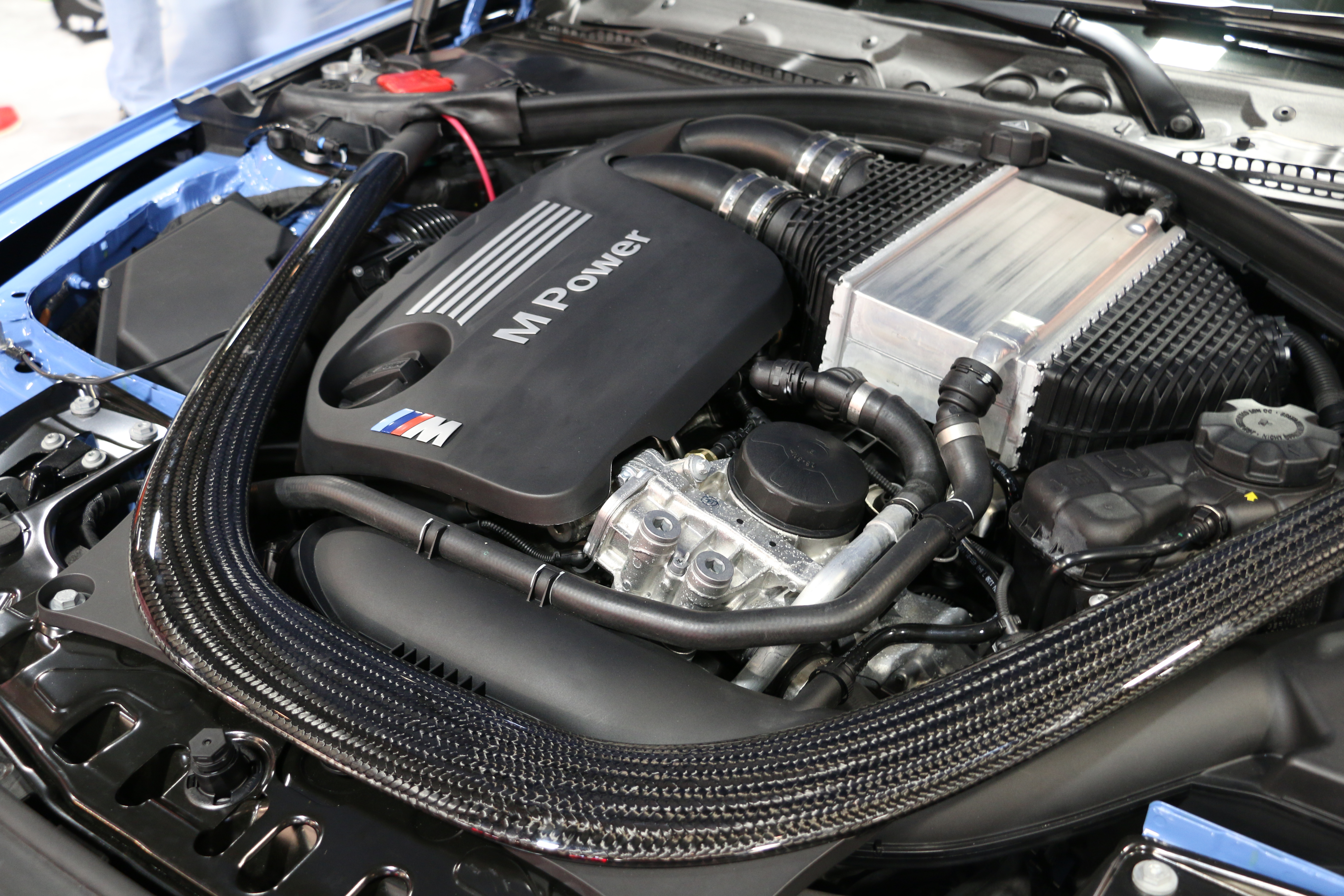

Avec un poids de 1 497 kg (boîte manuelle), la BMW M4 peut abattre le 0 à 100 km/h en 3,9 secondes (boîte DCT), et a une vitesse maximale (bridée) de 250 km/h. Elle est disponible de base avec une boîte manuelle à 6 rapports et en option d'une boîte DCT (Dual Clutch Transmission) à double embrayage à 7 rapports. Elle est pour la première fois disponible avec des freins en carbone-céramique (option à 7 400 €).
En 2016, BMW propose un pack compétition qui porte la puissance à 450 ch, ainsi qu'une M4 GTS plus racée, à l'instar de la M3 E92 GTS.

## Finitions
- Tour Auto Edition
- Magny Cours Edition
- Pack Compétition
- CS
- Heritage Edition

## Caractéristiques techniques
Les chiffres de consommation de carburant et de pollution correspondent aux chiffres maximaux proposés par le constructeur.
|                              | M4                              | M4 Pack Compétition             | M4 CS                           |
| Moteur                       | 6 cylindres en ligne            | 6 cylindres en ligne            | 6 cylindres en ligne            |
| Code moteur                  | S55B30O0                        | S55B30O0                        | S55B30O0                        |
| Alimentation                 | Bi-Turbocompressé               | Bi-Turbocompressé               | Bi-Turbocompressé               |
| Cylindrée                    | 2 979 cm3                       | 2 979 cm3                       | 2 979 cm3                       |
| Puissance maxi               | 430 ch à 5 500 à 7 300 tr/min   | 450 ch à 7 000 tr/min           | 460 ch à 6 250 tr/min           |
| Couple maxi                  | 550 N m de 1 850 à 5 500 tr/min | 550 N m de 1 850 à 5 500 tr/min | 600 N m de 4 000 à 5 380 tr/min |
| Norme environnementale       | Euro 6                          | Euro 6                          | Euro 6                          |
| Boîte de vitesses            | Manuelle / DKG 7                | Manuelle / DKG 7                | DKG 7                           |
| Vitesse maxi (en km/h)       | 250 (270 Pack M Driver)         | 250 (280 Pack M Driver)         | 280                             |
| 0-100 km/h (en s)            | 4,1                             | 4,0                             | 3,9                             |
| Consommation (en L/100 km)   | 8,3                             | 8,3                             | 8,4                             |
| Émissions de CO2 (en g/km)   | 194                             | 194                             | 197                             |
| Capacité du réservoir (en L) | 60                              | 60                              | 60                              |
| Masse à vide (en kg)         | 1 540 / 1 615                   | 1 540 / 1 615                   | 1 580 / 1 655                   |

## BMW M4 DTM

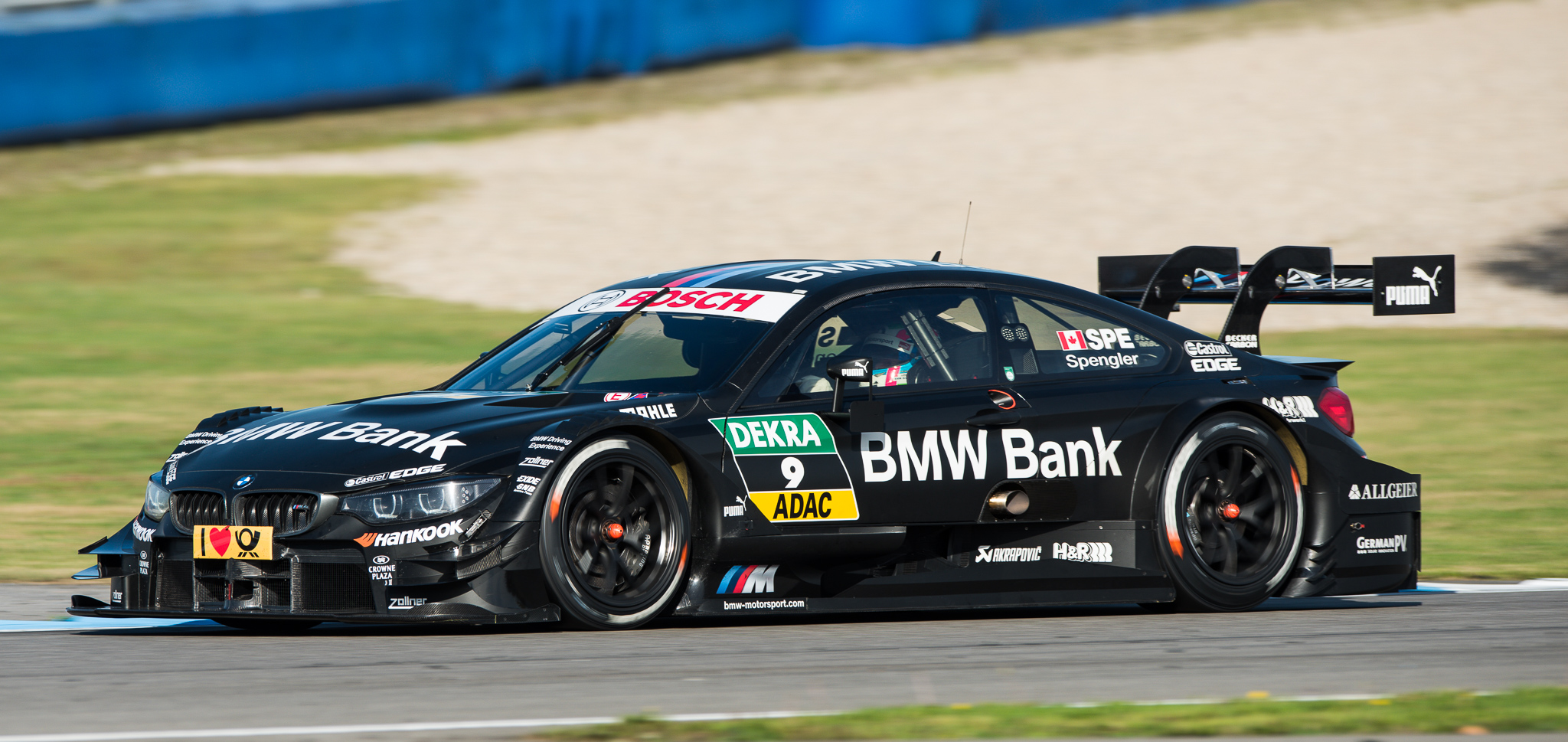
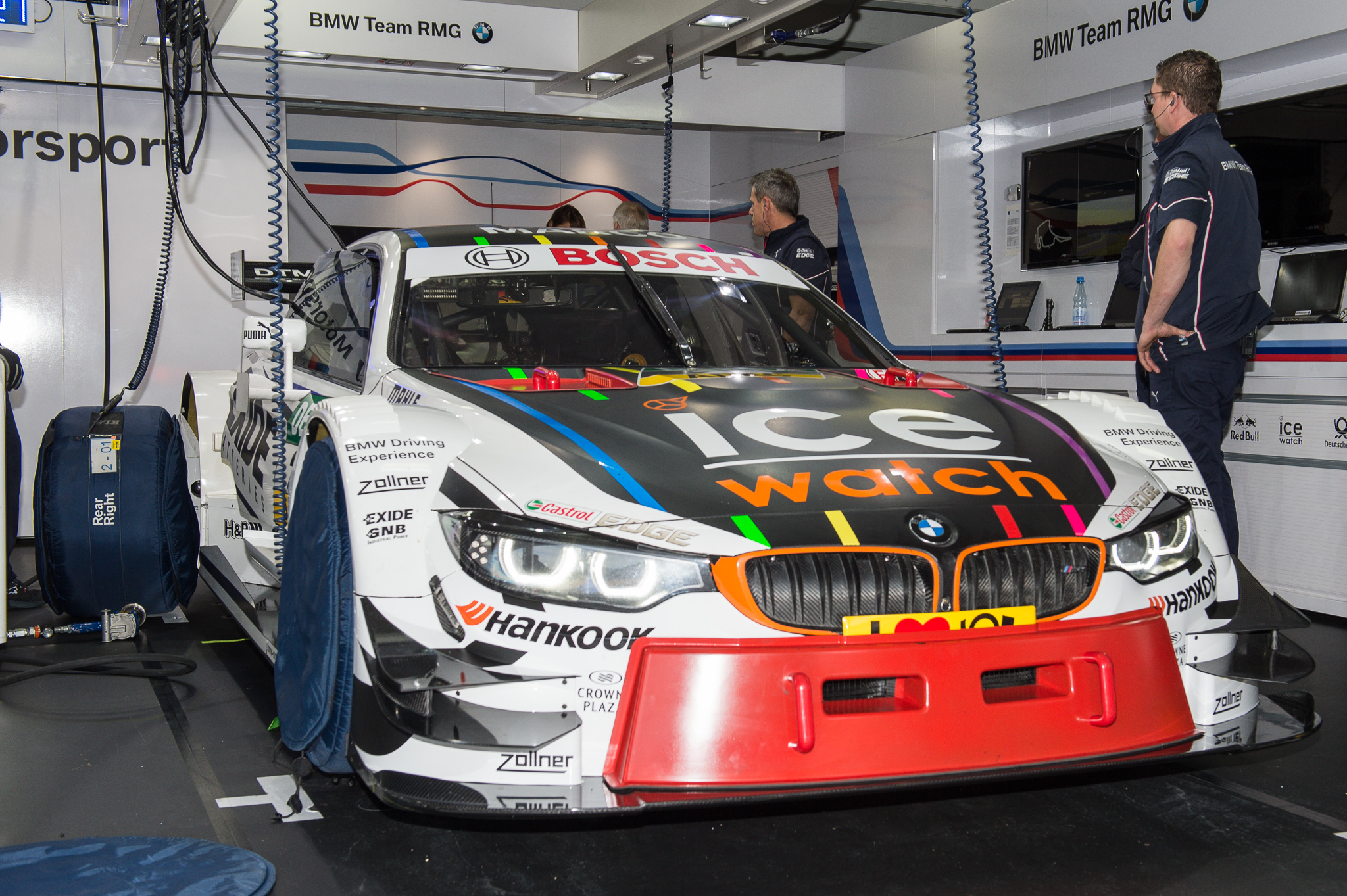

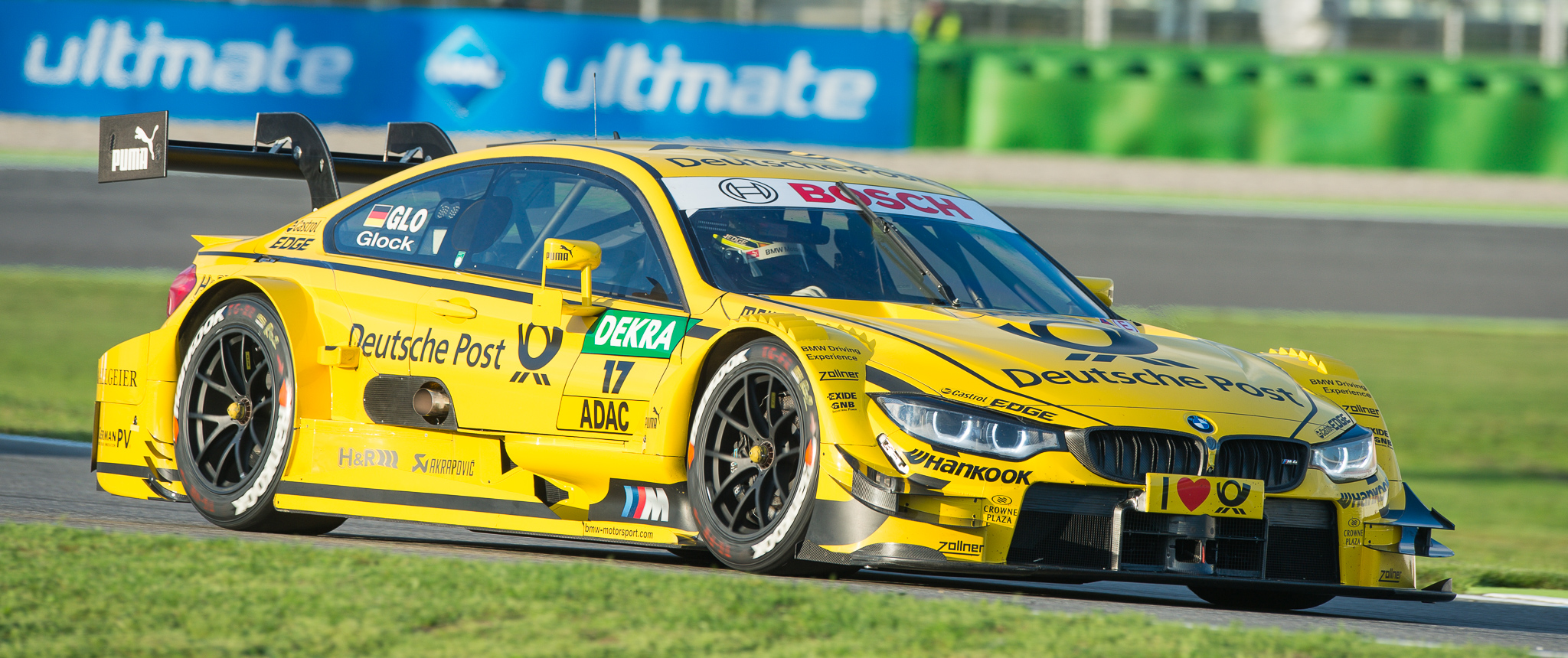
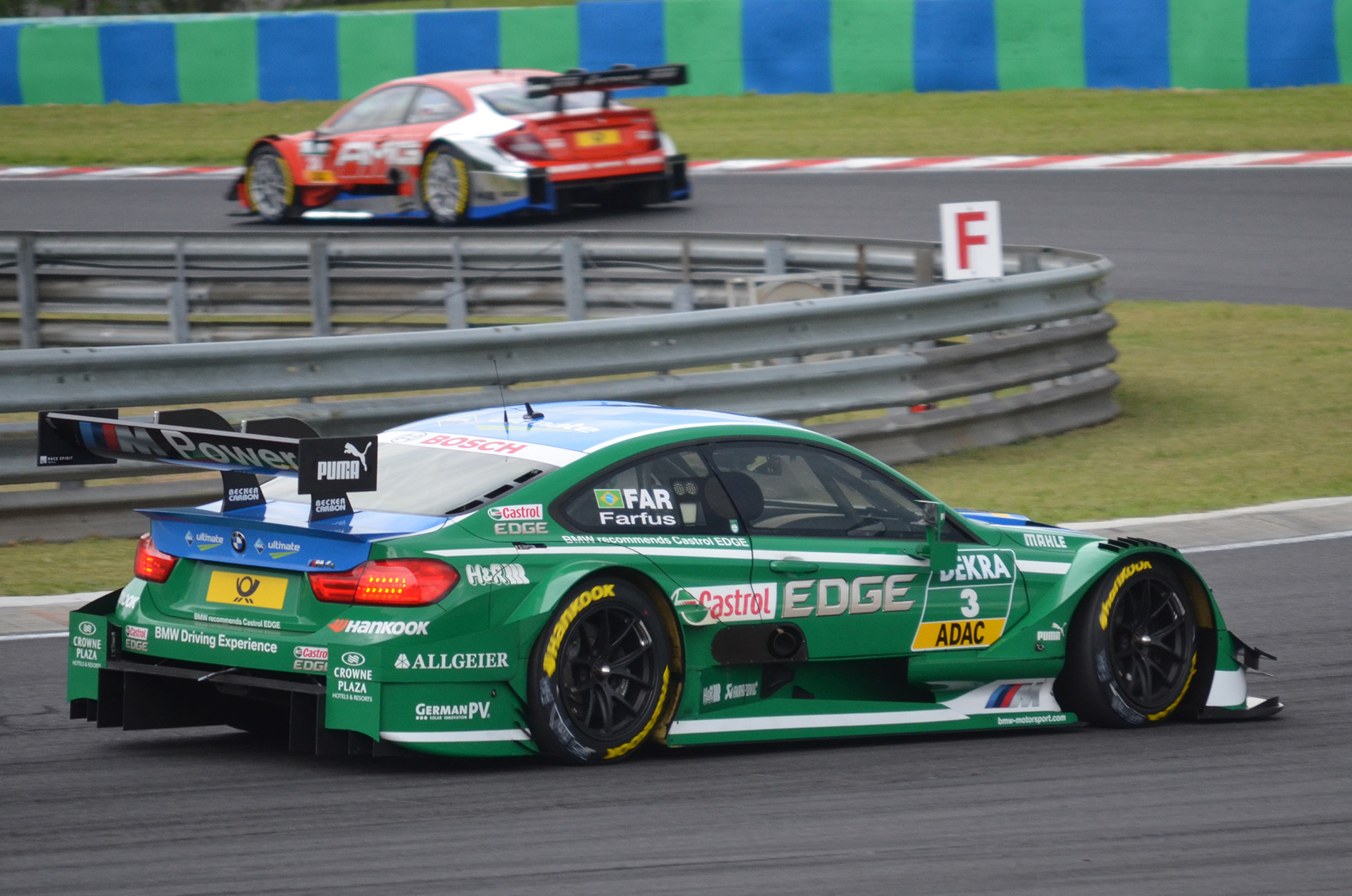

## BMW M4 GTS

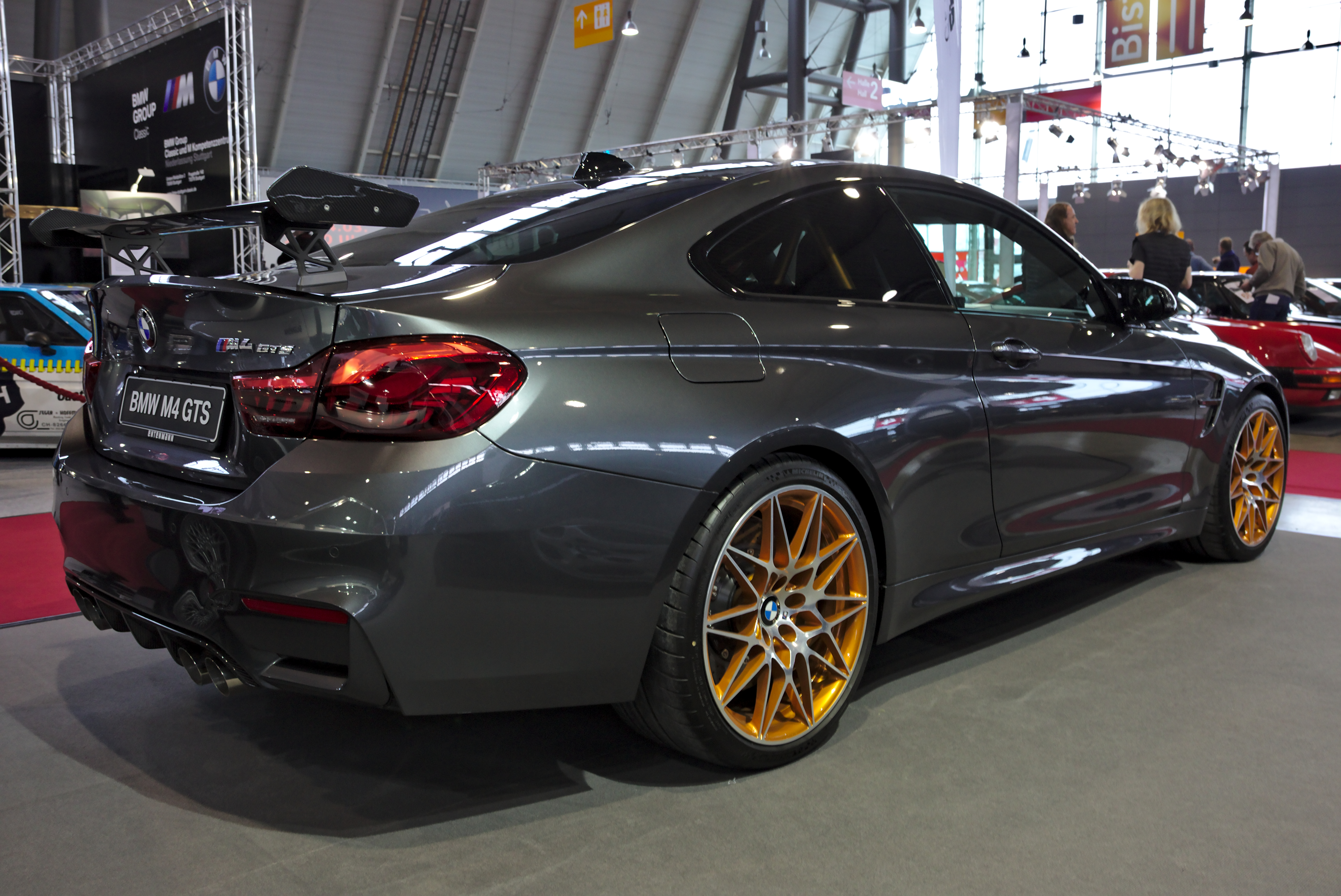
vue de l'arrière

La BMW M4 se décline en version sportive performante, la GTS affichant un moteur de 500 ch et une vitesse de pointe de 305 km/h. Elle a été présentée au concours de Pebble Beach avant de revenir au Salon de Tokyo 2015. Elle sera produite à 700 exemplaires.

## Caractéristiques techniques
|                              | M4 GTS                          |
| ---------------------------- | ------------------------------- |
| Moteur                       | 6 cylindres en ligne            |
| Code moteur                  | S55B30T1                        |
| Cylindrée                    | 2 979 cm3                       |
| Alimentation                 | Bi-Turbocompressé               |
| Puissance maxi               | 500 ch à 6 250 tr/min           |
| Couple maxi                  | 600 N m de 4 000 à 5 500 tr/min |
| Norme environnementale       | Euro 6                          |
| Boîte de vitesses            | DKG 7                           |
| Vitesse maxi (en km/h)       | 305                             |
| 0-100 km/h (en s)            | 3,8                             |
| Consommation (en L/100 km)   | 8,5                             |
| Émissions de CO2 (en g/km)   | 199                             |
| Capacité du réservoir (en L) | 60                              |
| Masse à vide (en kg)         | 1 510 / 1 585                   |